# غریبه‌ها: فصل ۱
غریبه‌ها: فصل ۱ (به انگلیسی: The Strangers: Chapter 1) یک فیلم فیلم ترسناک آمریکایی محصول ۲۰۲۴ به کارگردانی رنی هارلین و نویسندگی آلن آر. کوهن و آلن فریدلند است. مادلین پچ و فروی گوتیرز در آن بازی می‌کنند و این سومین فیلم از مجموعه فیلم غریبه‌ها است.
این اولین قسمت از یک سه‌گانه جدید از فیلم‌های دنباله‌ای مستقل است که در آن فصل ۱ پیش‌فرض مشابه نسخه فیلم اصلی را دنبال می‌کند، و سپس داستان از آنجا برای شخصیت‌های اصلی گسترش و ادامه داده می‌شود. اگرچه این فیلم در ابتدا به عنوان یک بازراه‌اندازی از این فرنچایز به بازار عرضه شد، سپس مشخص شد که فیلم‌ها در همان تداوم دو قسمت اول خواهند بود. داستان حول محور زوجی است که در یک سفر جاده ای با سه غریبه نقابدار روانی در تماس می‌شوند.
غریبه‌ها: فصل ۱ در ۱۷ مه ۲۰۲۴ توسط لاینزگیت فیلمز به‌صورت سینمایی منتشر شد. انتظار می‌رود قسمت دوم در اواخر ۲۰۲۴ و قسمت سوم در تاریخ نامشخصی منتشر شود.

## خلاصه داستان
مایا با دوست پسر دیرینه اش، رایان، با رانندگی در سراسر کشور سعی دارند تا زندگی جدیدی را با هم در شمال غربی اقیانوس آرام آغاز کنند. در طول راه، ماشین آنها در وینس، اورگن خراب می‌شود و آنها مجبور می‌شوند شب را در خانه ای جدا شده از ایربی‌ان‌بی بگذرانند. در طول شب آنها توسط سه غریبه قاتل نقابدار وحشت زده می‌شوند.

## بازیگران
- مادلین پچ در نقش مایا[۷]
- فروی گوتیرز در نقش رایان[۷]
- ریچل شنتون در نقش دبی[۷]
- گابریل باسو[۷]
- اما هوروات[۷]
- فلوریان کلر در نقش کریس سمپسون[۷]
- ربکا جانستون در نقش لوسی[۷]
- مایلز یکینی در نقش مارکوس[۷]
- بن کارترایت در نقش رودی[۷]
- جانیس آهرن در نقش کارول[۷]
- رایان باون[۷]
- بروک لنا جانسون[۷]
- الا بروکلری[۷]
- استیو دیویس[۷]
- برایان لاو[۷]

## تولید

### توسعه
در اوت ۲۰۲۲، تهیه‌کننده روی لی، برنامه‌های خود را برای سه دنباله اعلام کرد که از سپتامبر همان سال شروع به تولید متوالی می‌کنند. رنی هارلین به عنوان کارگردان حداقل یکی از دنباله‌ها مشخص شد، اگرچه او در حال مذاکره برای کارگردانی تمام فیلم‌ها بود.
بعداً در همان ماه، هارلین رسماً به عنوان کارگردان سه فیلم آینده معرفی شد که اولین مورد از سه‌گانه جدید، از فیلمنامه ای به قلم آلن آر. کوهن و آلن فریدلند است. کورتنی سولومون، مارک کانتون، کریستوفر میلبرن، گری راسکین، چارلی دامبک و آلستر بیرلینگهام به عنوان تهیه‌کننده در این سه فیلم حضور دارند. این سه‌گانه جدید قرار است پخش مجدد سریال با تهیه‌کننده کانتون باشد که بیان داشت قصد دارد مخاطبان جدیدی را با «دنیای غریبه‌ها» آشنا کند. سولومون اظهار داشت که وقتی آنها پروژه را شروع کردند، قصد داشتند داستانی بزرگتر از قبل تعریف کنند، اما همچنین «جهانش را گسترش دهند». تهیه‌کننده این سه فیلم را در مقایسه با دو فیلم قبلی «موردپژوهی» توصیف کرده است. بعدها توسط فیلمساز و بازیگران مشخص شد که سه‌گانه جدید فیلم‌ها در همان دنیای دو فیلم اصلی اتفاق می‌افتد.
این سه‌گانه توسط لاینزگیت فیلمز فیفث المنت پیکچرز و فریم فیلم تولید خواهد شد و توسط لاینزگیت توزیع خواهد شد.

### انتخاب بازیگران
در سپتامبر ۲۰۲۲، مادلین پچ، فروی گوتیرز و گابریل باسو به عنوان بازیگران اصلی انتخاب شدند. در اکتبر ۲۰۲۲، اما هوروات به عنوان بخشی از بازیگران اعلام شد. ماه بعد، ریچل شنتون به جمع بازیگران پیوست.

### فیلمبرداری
تصویربرداری اصلی هر سه فیلم در سپتامبر ۲۰۲۲ در براتیسلاوا، اسلواکی آغاز شد و در نوامبر ۲۰۲۲ به پایان رسید. هارلین به انترتینمنت ویکلی گفت که «این چالش یک عمر بود، اما من واقعاً آن را پذیرفتم. صبح دوشنبه، می‌توانستم فصل دوم را فیلمبرداری کنم، دوشنبه بعدازظهر فصل اول را، و صبح سه‌شنبه می‌توانستم فصل سوم را فیلمبرداری کنم. این امر برای بازیگران، از نظر گریم و طراحی صحنه، و برای مدیر فیلمبرداری من بسیار سخت بود، زیرا ما می‌خواستیم نوعی زبان بصری ایجاد کنیم که رشد کند تا فیلم‌ها بزرگتر شوند. هرچه پیش می‌رویم، فیلم حماسی تر می‌شود.

## انتشار
این فیلم در ۱۷ مه ۲۰۲۴ به‌صورت سینمایی منتشر شود.

## آینده
دو دنباله که همزمان با فصل ۱ فیلمبرداری شدند، در تاریخ نامشخصی در سال ۲۰۲۴ اکران خواهند شد. هارلین اظهار داشت که استودیو سه‌گانه ای را برای «کاوش در مورد آنچه برای قربانیان این نوع خشونت‌ها اتفاق می‌افتد» چراغ سبز داده است و تأیید کرد که فیلم‌ها جزئیات قاتلان را نشان می‌دهند. سازنده فیلم اظهار داشت که قرار بود فرنچایز نه بازخلق شود و نه بازراه‌اندازی، و لحن آن به فیلم اول نزدیک می‌شود.